# Newtonsche Ringe

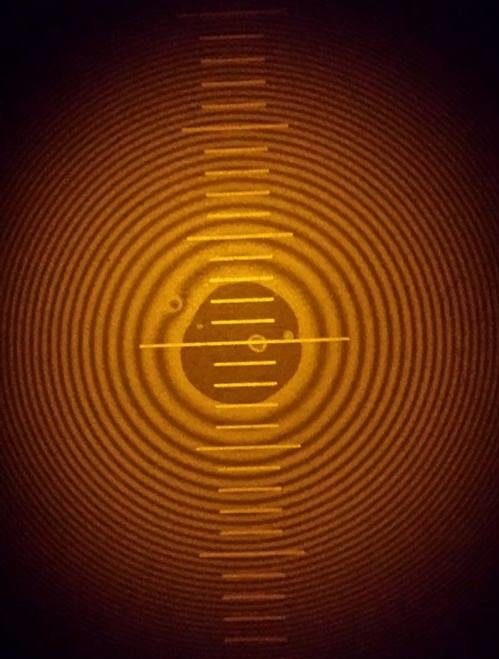
Newtonsche Ringe zwischen einer schwach gekrümmten Linse (Krümmungsradius ca. 13 m) und einer ebenen Platte, beleuchtet durch das einfarbige Licht einer Natriumdampflampe.

Skizze der Linse und der planen Auflage. Die Krümmung der Linse ist stark übertrieben dargestellt.

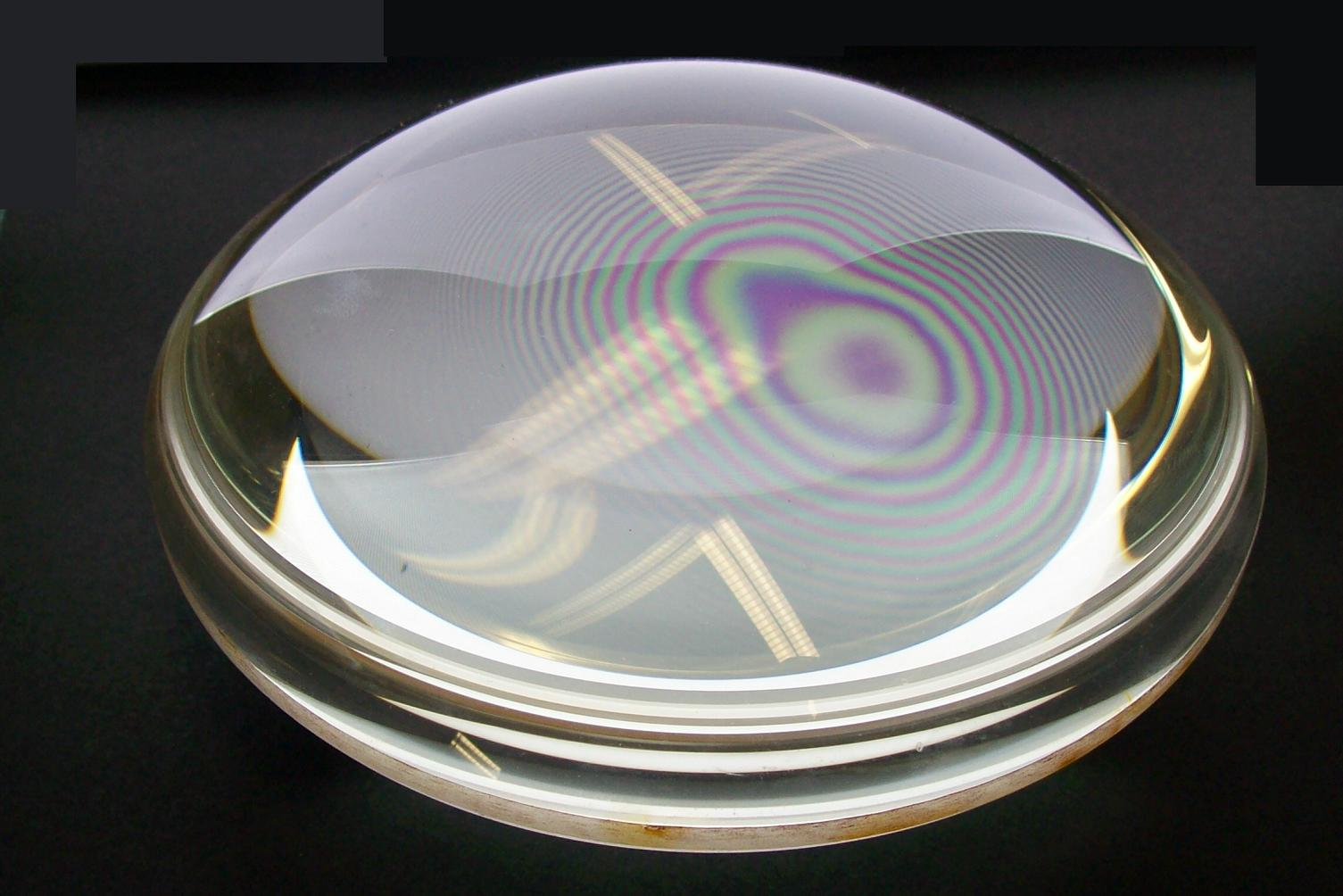
Newtonsche Ringe zwischen zwei nahezu planen Flächen aufeinander liegender Linsen.

Newtonsche Ringe (auch Newtonringe, nach Isaac Newton benannt) sind Hell-Dunkel-Zonen oder Interferenzfarben, die durch Interferenz am Luftspalt zwischen zwei reflektierenden, nahezu parallelen Oberflächen entstehen.
Die Newtonschen Ringe wurden zuerst von Robert Hooke 1665 in seiner Micrographia beschrieben. Isaac Newton studierte sie 1666 und beschrieb sie in einer Abhandlung Of Colours, veröffentlichte darüber aber erst in seinem Buch Opticks von 1704. Während Hooke die Wellentheorie des Lichts vertrat folgte Newton der Korpuskulartheorie des Lichts.

## Entstehung der Ringe
Konzentrische Ringe entstehen, wenn eine Linse mit Krümmungsradius R auf einer ebenen Glasplatte oder einer konkaven Fläche abweichenden (größeren) Krümmungsradius liegt. Zwischen den beiden Grenzflächen entsteht ein Luftspalt mit veränderlicher Dicke d. Es  treten sowohl in Reflexion als auch im Durchlicht bei einfarbiger Beleuchtung konzentrische helle und dunkle Ringe. Mit weißem Licht entstehen farbige Ringe, deren Intensität mit der Spaltbreite abnimmt.
Die farbigen Muster auf Seifenblasen und dünnen Ölschichten auf Wasser haben eine ähnliche Ursache wie die Newtonringe. Im Unterschied zu den Newtonringen entsteht hier die Interferenz nicht an einem dünnen Luftspalt, sondern an einer dünnen Schicht transparenten Materials.

## Ursache
Die Ringe entstehen durch Interferenz an der oberen und unteren Grenzfläche des Luftkeils. Bei Seifenblasen oder Ölschichten auf Wasser im Tageslicht oder bei Sonneneinstrahlung entstehen farbige Ringe. Die Farbigkeit entsteht, da sich Strahlung mit einer Wellenlänge nahe der Schichtdicke „interferierend“ verstärkt oder auch auslöscht. Die Schichtdicke muss größer als eine halbe Wellenlänge des Lichtes (380 nm bis 780 nm) sein. Je kurzwelliger das Licht ist, desto dichtere Ringe entstehen.
Wird monochromatisches Licht von oben eingestrahlt, erscheinen durch konstruktive und destruktive Interferenz abwechselnd helle und dunkle Ringe, ausgehend vom Berührungspunkt der beiden Glaskörper. Die dunklen Ringe entstehen durch destruktive und die hellen Ringe durch konstruktive Interferenz. Es interferieren die Lichtwellen, die an der Grenzfläche beim Übergang von der Linse in die Luft reflektiert werden, mit denjenigen, die an der Grenzfläche beim Übergang von der Luft in die Glasplatte reflektiert werden. Ist deren Phasenlage zueinander 180°, löschen sie sich gegenseitig aus, es entstehen dunkle Ringe. Bei gegenseitiger Verstärkung (Phasenlage 0°) entstehen dagegen helle Ringe. Mit zunehmendem Abstand vom Auflagepunkt (der Abstand zwischen Linsenoberfläche und Glasplatte nimmt zu) wiederholt sich diese Bedingung mehrfach. So entstehen mehrere Ringe, die mit zunehmendem Radius immer enger beieinander liegen, da der Gradient der Abstandsänderung aufgrund der Kugelform der Linse zunimmt.

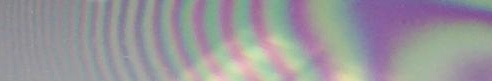
Ausschnittvergrößerung der Newtonringe zwischen zwei Plankonvexlinsen

Wird weißes Licht eingestrahlt, entstehen farbige Ringe. Die Farben entstehen, da die Bedingung für Interferenz für unterschiedliche Wellenlängen bei unterschiedlichen Spaltdicken erfüllt ist. Im Bild der aufeinander liegenden Glaslinsen ist die Reflexion zu sehen. Wenn die Bedingung für destruktive Interferenz erfüllt ist, wird das Licht der jeweiligen Farbe nicht reflektiert. Es verbleibt das restliche Spektrum und erzeugt die Komplementärfarbe. Der Abstand der Ringe für eine bestimmte Farbe ist umso größer, je größer die Wellenlänge der Farbe ist. Das bedeutet, dass sich die Abfolge der Farben nach außen hin allmählich verschiebt. Außerdem überlagern sich die Ringe verschiedener Farben und es entstehen Farben durch additive Farbmischung. In der Ausschnittvergrößerung erkennt man bei den inneren breiten Ringen deutlich getrennte rote und grüne Streifen. Nach links hin überlagern sich die beiden Farben zu einem Gelb. Ganz links außen treten sie wieder getrennt, jedoch in umgekehrter Reihenfolge auf.

### Mathematische Zusammenhänge

Hilfskonstruktion zur Erklärung der Interferenz

Der Weg s, den alle Lichtstrahlen durch die Luft zurücklegen, beträgt
{\displaystyle s=2d}.
Berücksichtigt man die Phasenverschiebung um 180° bei der Reflexion am optisch dichteren Medium, so gilt:
{\displaystyle s=2d+{\frac {\lambda }{2}}}.
Voraussetzung für die Auslöschung ist, dass der Weg ein ungerades Vielfaches der halben Wellenlänge ist. Das heißt:
{\displaystyle s={\frac {2k+1}{2}}\lambda }
Setzt man beide Formeln gleich, so ergibt sich:
{\displaystyle 2d+{\frac {\lambda }{2}}={\frac {2k+1}{2}}\lambda }
Vereinfacht:
{\displaystyle 2d=k\lambda }
Laut Höhensatz gilt:
{\displaystyle r^{2}=d(2R-d)}
Da d sehr viel kleiner ist als R, bleibt:
{\displaystyle r^{2}\approx 2dR}
Also:
{\displaystyle d={\frac {r^{2}}{2R}}}
In die vereinfachte Gleichung eingesetzt:
{\displaystyle 2{\frac {r^{2}}{2R}}=k\lambda }
Gekürzt:
{\displaystyle {\frac {r^{2}}{R}}=k\lambda }
Umgestellt ergibt sich für den Radius des k-ten Ringes:
{\displaystyle r={\sqrt {k\lambda R}}}
k ist die Nummer des (dunklen) Kreises vom Zentrum aus gezählt
λ ist die Wellenlänge des Lichtes, das den Ring erzeugt
R ist der Krümmungsradius der Linse

## Vorkommen

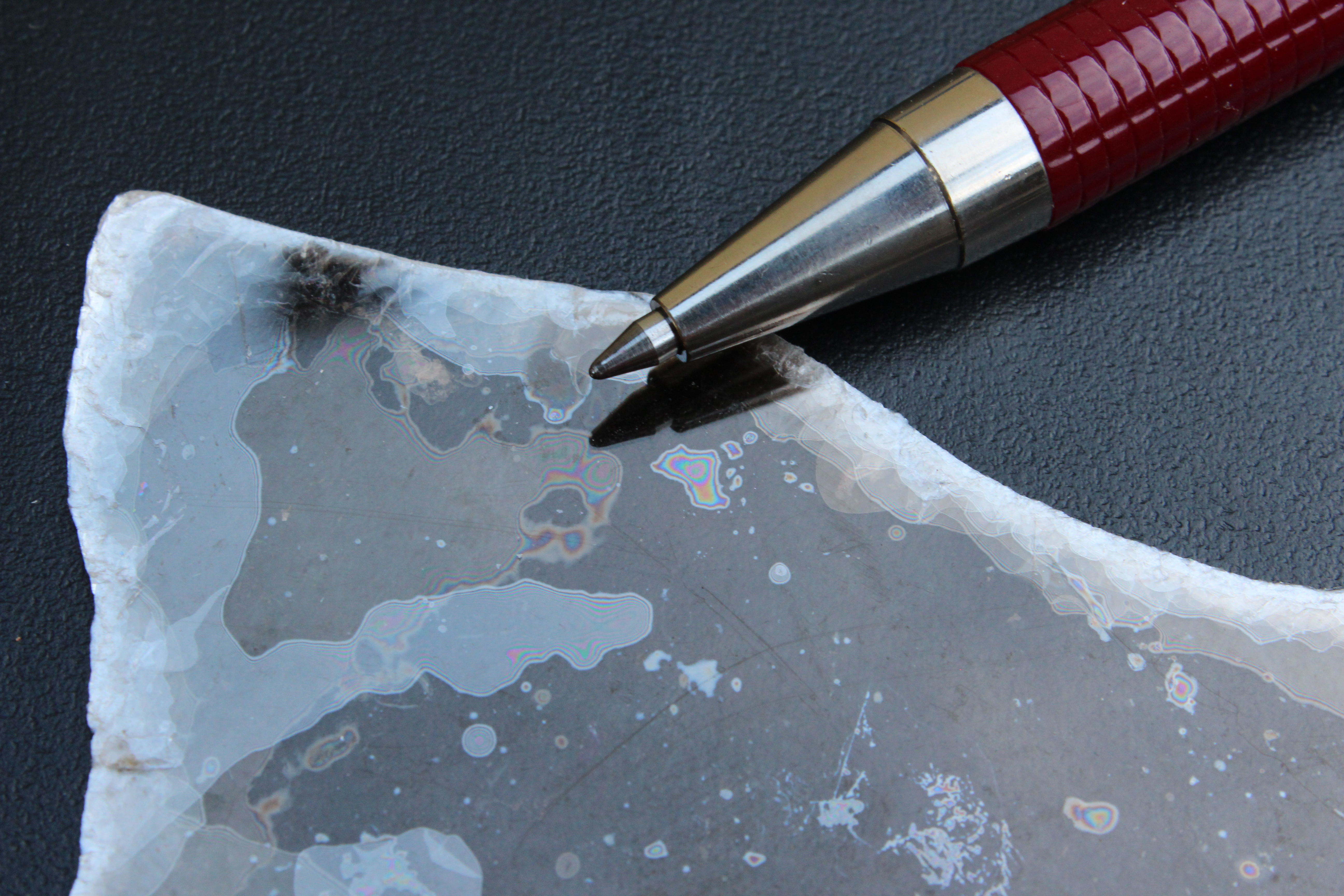
Glimmerscheibe (Muskovit) mit Newtonschen Ringen.

Optische Oberflächen, die sich berühren oder gegenüberstehen, wie zum Beispiel unverkittete Linsen. Durch Aufsprengen oder Verkitten kann dies vermieden werden.
Linsen, Spiegelrohlinge und planparallele Platten, die zur Qualitätskontrolle in Prüfglasformen gelegt werden, zeigen bei guter Qualität kaum, bei schlechter Qualität entsprechend viele Ringe.
Bei in Glas gerahmten Dias treten Farbsäume auf. Sie entstehen durch die unterschiedlich dicke Luftschicht zwischen Glas und gewelltem Diafilm. Der Effekt lässt sich durch raue Oberflächen von sog. Anti-Newton-Glas vermeiden.
Man kann in der Luftschicht zwischen Glimmerflächen in Mineralien wie Muskovit Newtonsche Ringe sehen.

## Nutzen und Verwendung
Der Effekt wird genutzt, um die Qualität der Form von Linsen zu beurteilen. Die Anzahl und Symmetrie der zu beobachtenden Ringe bei Einlegen der Linse in eine Referenzform dient dabei zuweilen als Maß für die Qualität. Anhand der Ringe oder „Höhenlinien“ können auch Dickenschwankungen dünner Schichten abgeschätzt werden. Auch für die berührungsfreie Güteprüfung von Spiegeln hoher und höchster Qualität, vor allem für Spiegelteleskope, wird der Effekt genutzt.
Eine frühe Form des Reflexvisiers basierte ebenfalls auf diesem Effekt.